# Biotopo Paludi di Sternigo
Il Biotopo Paludi di Sternigo è un'area naturale protetta del Trentino-Alto Adige istituita nel 1993; è situata a Sternigo, frazione del comune di Baselga di Piné (TN).

## Descrizione

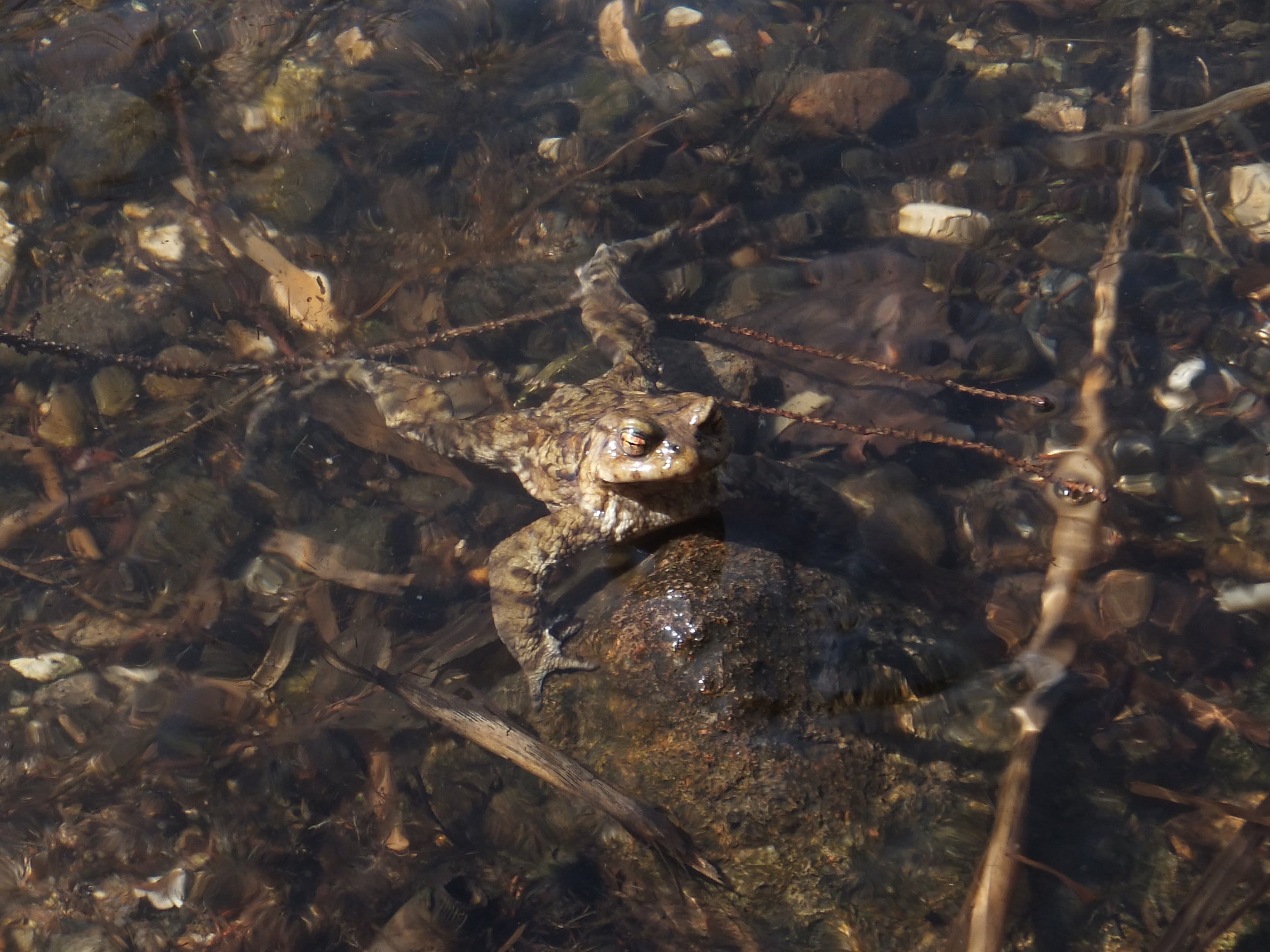
Esemplare di Bufo bufo nel biotopo

Il biotopo è situato sulla sponda settentrionale del lago di Serraia; include, oltre a una piccola porzione del lago, l'ampia fascia di canneto che occupa la riva e la conca paludosa che si trova oltre ad essa; il diverso grado di umidità delle varie zone del biotopo ha permesso un variegato sviluppo ambientale.
Il canneto, composto da cannucce d'acqua (Phragmites australis), è zona di nidificazione per varie specie di uccelli, tra cui il germano reale (Anas platyrhynchos), la folaga (Fulica atra) e lo svasso maggiore (Podiceps cristatus) e tappa intermedia per altre specie migratorie. Il resto del biotopo è formato da prati paludosi, in parte occupati anch'essi dalla cannuccia d'acqua e dalle carici, in parte da vari arbusti del genere dei salici, in parte da sparuti boschetti di ontano nero e bianco (Alnus glutinosa e Alnus incana). 
Il biotopo è inoltre attraversato da alcuni corsi d'acqua, che fanno da casa a varie specie vegetali, come la mazzasorda (Typha latifolia), e animali, come il gambero di fiume (Austropotamobius pallipes), oltre che il rospo (Bufo bufo) e la rana di montagna (Rana temporaria), che giungono dai boschi vicini per accoppiarsi e deporre le uova in primavera.

## Storia
Nei decenni passati, parte dei prati umidi oggi inclusi nel biotopo erano coltivata, principalmente a cavoli e patate; tracce dei vecchi appezzamenti possono ancora essere notate sul terreno, per via delle linee regolari.
Il biotopo è stato istituito con una delibera presentata alla giunta provinciale di Trento il 5 novembre 1993.